# Ассейсейра (Риу-Майор)
Ассейсейра (порт. Asseiceira) — район (фрегезия) в Португалии, входит в округ Сантарен. Является составной частью муниципалитета Риу-Майор. По старому административному делению входил в провинцию Рибатежу. Входит в экономико-статистический субрегион Лезирия-ду-Тежу, который входит в Рибатежу. Население составляет 1100 человек на 2001 год. Занимает площадь 16,77 км².
Покровителем района считается Дева Мария (порт. Nossa Senhora da Purificação).

## История
Район основан в 1984 году.